# Жакаим
Жакаим (каз. Жақайым) — подрод казахского рода Шекты (каз. Шекті) племени Алшын, проживавший в основном на береговой территории Аральского моря. Основным занятием было оседлое рыболовство, также часть населения вело кочевой образ жизни. В результате экологической катастрофы и снижения уровня Аральского моря, жакаимы были вынуждены переселиться в различные регионы Казахской ССР.
Жакаим имеет 6 ветвей: Акбура (каз. Ақбура), Кокбура (каз. Көкбура), Агыс (каз. Ағыс), Когыс (каз. Көгіс), Шынгыс (каз. Шыңғыс), Айдос. Друг-друга представители рода жакаим называют Аккудай. Среди известных жакаимов были такие видные представители, как Кыз-Жибек (каз. Қыз Жібек), Сартай Батыр — Войско Мын Бала (пер. с каз. войско тысячи мальчишек, каз. Жау жүрек мың бала), Нуртуган Кенжегулулы (каз. Нұртуған Кенжеғұлұлы) — акын, Абдижамил Нурпеисов — писатель и переводчик, Абдул-Хамид Мархабаев — писатель фантаст, Абдыкалык Мархабаев — Директор рыбзавода Аральского моря Казахской ССР.
Упоминание быта и сложного исторического пути рыболовов Аральского моря, в том числе жакаимов, можно встретить в произведениях Абдижамила Нурпеисова «Кровь и пот» и «Долг». «Кровь и пот» и «Долг» охватывают события, происходившие в приаральском регионе Казахстана во время 1-й мировой войны и Гражданской войны, а также о рыбаках и тяжёлой судьбе Аральского моря.

## Шежире
Рода в составе племенного объединения алшын, согласно Шежире, происходят от Алау.
В XIV в. самым известным алшыном являлся Алау. Судя по историческим данным, он жил в эпоху Золотоордынского хана Джанибека. Алау участвовал в событиях, связанных с дочерью Джанибека и Аметом, сыном Исы из рода Уйсун. Его сына звали Кыдуар тентек.
Согласно одному варианту шежире, Кыдуар имел двух сыновей Кайырбай (Каракесек) и Кыдырбай (Байлы). Рода в составе алимулы происходят от Кайырбая, в составе байулы — от Кыдырбая.
У Кайырбая было три сына Байсары (Кете), Алим, Шомен. От Байсары происходят Бозаншар (родоначальник кланов Каракете и Ожрайкете), от Алима происходят 6 сыновей Жаманак (родоначальник клана Шекты), Карамашак (родоначальник клана Торткара), Уланак (родоначальник клана Каракесек), Айнык и Тегенболат (родоначальники клана Карасакал), Тойкожа (родоначальник клана Аккете). От Шомена три сына Шомекей и Дойт, Тумен (Туменкожа). Шомекей — родоначальник одноименного клана. Туменкожа — родоначальник кланов Сарыкете и Кулыскете.

## ДНК
В рамках предмета исследования генетической генеалогии казахов, в работе, на основе ДНК анализов Y-хромосомы, с целью определения уровня исторической верификации устно-традиционной генеалогии, было исследовано родоплеменное объединение Алимулы, которое является частью племени Алшын — казахов Младшего жуза. Результаты исследования базировались на предмет использования генетических анализов происхождения родов по мужской (отцовской) линии в качестве прикладного метода в исторической дисциплине. Применение современных методов и расчетов, на основе накопленных мутации, в определённых генетических субкладах, позволило определять эпоху, в которой проживал родоначальник того или иного рода. Что позволило полностью реконструировать достоверную историю зарождения этноса. 
Генетический анализ C-Y15552 у C2-M48 выявил терминальный SNP ZQ5 у прямых потомков Алима, возраст которого по расчетам TMRCA около 550 лет. 
Алимулы наряду с байулы представляют собой одно из двух крупных родоплеменных групп в составе алшынов. Рядом авторов аргументирована точка зрения о тождестве алшынов и алчи-татар, живших в Монголии до XIII в. Согласно шежире, приводимому Ж. М. Сабитовым, все алшынские роды в составе алимулы и байулы происходят от Алау из племени алшын, жившего в XIV в. во времена Золотоордынского хана Джанибека.
Судя по гаплогруппе C2-M48, прямой предок алшынов по мужской линии происходит родом с Восточной Азии. Генетически племенам алимулы и байулы из народов Центральной Азии наиболее близки баяты, проживающие в аймаке Увс на северо-западе Монголии. Основной гаплогруппой для жакаим из шекты является C-Y15552 (которая также является общеалшынской).